# MÁV IIb
Die MÁV IIb waren Personenzug-Schlepptenderlokomotiven der Ungarischen Staatsbahnen (MÁV).
Die MÁV bestellte sechs Personenzuglokomotiven in Österreich bei Sigl in Wien und Wiener Neustadt.
Die MÁV gaben ihnen zunächst die Nummern 89–91, 97–98 sowie 129, im zweiten Schema die Kategorie IIb mit der Nummern 1111–1116.
Ab 1911 wurden sie als 240,001–006 geführt.